# Jennifer Arias
Jennifer Kristin Arias Falla (Nueva York, 13 de enero de 1987) es una ingeniera industrial y política colomboestadounidense, que se desempeñó como Presidenta de la Cámara de Representantes de Colombia.

## Biografía
Nacida en Nueva York, Estados Unidos, en enero de 1987, es hija del ganadero y contratista Luis Eduardo Arias Castellanos y de Laura Falla Londoño. Su familia fue víctima de extorsión y desplazamiento por parte de las FARC-EP cuando tenía 14 años. Estudió Ingeniería Industrial en la Universidad de los Andes y posee una Maestría en Gobierno y Políticas Públicas de la Universidad Externado de Colombia.
Fue la representante del Departamento de Meta en el Concurso Nacional de Belleza de 2007. Está afiliada al Partido Centro Democrático desde su fundación, llegando a ser directora de este partido en Meta. En el sector público se desempeñó como asesora de la Secretaría de Agricultura de Meta y gerente social de Aguas de Bogotá en 2016. En las elecciones regionales de Colombia de 2015 fue candidata a la Alcaldía de Villavicencio, pese a estar inhabilitada por haber firmado un contrato con esta institución; perdió los comicios al haber obtenido 25.496 votos.
En las elecciones legislativas de Colombia de 2018 fue elegida como Representante a la Cámara por Meta con 31.125 votos; en la Cámara fue miembro de la Comisión Séptima de Salud. Fue la jefa de campaña de Iván Duque en los departamentos de Vaupés y Guaviare, durante las elecciones presidenciales de Colombia de 2018.
En junio de 2021, fue designada como Presidenta de la Cámara de Representantes por su partido, al cual le correspondía ocupar el cargo en la legislatura 2021-2022, imponiéndose frente a los también Representantes oficialistas Edward David Rodríguez y Enrique Cabrales. Su nombramiento fue criticado por la oposición debido al hecho de que uno de sus hermanos está preso en Estados Unidos por narcotráfico y a que cuando era gerente de campaña se utilizaron aviones vinculados con empresas acusadas de narcotráfico y lavado de dinero.
El 20 de julio de 2021 fue elegida Presidenta de la Cámara de Representantes, y, por consiguiente, Vicepresidenta del Congreso, siendo así la tercera mujer en presidir la Cámara de Representantes. Como sus vicepresidentes fueron elegidos Carlos Ardila Espinosa y Luis Alberto Albán.

### Controversia por plagio
En octubre de 2021, se denunció que la tesis de grado presentada para su Maestría, realizada en 2016 por Arias y su compañera Leydy Lucía Largo Alvarado, contenía párrafos copiados y sin citar de otros documentos académicos. Tal información fue posteriormente confirmada por la Universidad Externado, la cual solicitó al Consejo de Estado que anulara sus maestrías y remitió a la Corte Suprema de Justicia y a la Fiscalía General de la Nación los documentos necesarios.